# 穆宗 (高麗王)
穆宗（ぼくそう 、980年7月5日 - 1009年3月2日）は第7代高麗王（在位：997年 - 1009年）。姓は王、諱は誦。廟号ははじめ愍宗、のち穆宗とされた。諡号は孝思威恵克英靖恭宣譲大王（宣霊大王）。第5代国王景宗の長男であり、母は献哀王后皇甫氏。景宗死去の時は1歳であった。
即位後は生母の献哀王太后が政治の実権を握り、彼女の寵愛を受けた親族の金致陽が政権の中心にいた。2人は王位継承の可能性のある大良院君（顕宗）を地方寺院に追い払い、さらに穆宗の廃位をもくろんだ。危険を察した穆宗は西北面巡検使の康兆を呼び寄せ、これを阻止しようとした。しかし、康兆は金致陽一派を倒した後、大良院君を擁立し、穆宗は廃位、殺害された。契丹との関係は下表を参照。

## 家族
- 父：景宗
- 母：献哀王后
- 伯父：成宗
- 叔母：献貞王后
  - 従弟：顕宗
- 王妃：宣正王后 劉氏(太祖の子・寿命太子の息子 弘徳院君王圭と成宗の王后 文徳王后劉氏の娘。従兄弟に関係に当たる。)
- 後宮：邀石宅宮人 金氏(女官出身であったが、新羅の元聖王の末裔と称した。後に流罪となる。)

両方の妃との間に子は無かった。

## 関係年表
- 963年12月 高麗、宋の年号を分暦。
- 983年

6月10日　遼、統和と改元し、国号を大契丹とする。
10月24日　契丹、高麗を攻める。
- 985年

7月1日　契丹、高麗を攻める。
- 992年

12月 契丹、高麗を攻める。
- 993年

1月17日　契丹、高麗と講和。
10月3日　高麗、契丹に使を遣わす。
- 994年

2月 高麗、契丹の年号を分暦。
- 1002年（穆宗5年6月）耽羅山大噴火[2]
- 1005年（穆宗8年）　全州節度仕を設置
- 1007年（穆宗10年） 耽羅で海中から瑞山が出現[3]
- 1009年 穆宗、殺害される。
- 1010年

8月21日　契丹、高麗を攻める。

## 参照
1. ↑  詳細は 高麗史 列伝巻一 后妃一
2. ↑  穆宗五年六月 耽羅山開四孔 赤水湧出 五日而止 其水皆成瓦石
3. ↑  十年 耽羅瑞山湧出海中 遣大學博士田拱之 往視之 耽羅人言 山之始出也 雲霧晦冥 地動如雷 凡七晝夜 始開霽 山高可百餘丈 周圍可四十餘里 無草木 烟氣羃 其上望之 如石硫黄 人恐懼不敢近 拱之躬至山下 圖其形以進

## 登場作品
- 千秋太后 - 穆宗の母・献哀王后の生涯を題材としたドラマ（2009年、韓国KBS2）。演：イ・イン（子役：パク・チビン）